# Долгая (губа)
До́лгая — губа на юго-западе Белого моря, вдаётся в восточную часть острова Соловецкий архипелага Соловецкие острова.

## География
Находится на востоке острова Соловецкий, отделена полуостровом от пролива Анзерская Салма, с которым на юго-востоке соединена проливом Северные Железные Ворота. На юге соединяется с морем проливом Южные Железные Ворота. Оба пролива отделяют губу от острова Большая Муксалма.
Побережье губы каменистое, поросшее лесом, отдельные участки покрыты болотами. Берега изрезаны многочисленными бухтами. Вблизи берегов расположены урочища Горелое и Лопушки, заброшенный посёлок Филимоново, озёра Гагарье, Моховое, Большое Горбатое, Становое, Большое Ягодное, Большое Куйкино, Лесное. На юго-западе имеется пристань. В губе расположено множество мелких островков, поросших лесом и покрытых тундровой растительностью, и банок.
Входит в состав Соловецкого государственного историко-архитектурного и природного музея-заповедника.